# Юхотников, Николай Александрович
Никола́й Алекса́ндрович Юхо́тников (8 [21] мая 1906 — 7 марта 1949) — советский лётчик-штурмовик, Герой Советского Союза (1945), участник Хасанских боёв (1938), участник Великой Отечественной войны в должности старшего штурмана 214-й штурмовой Керченской авиационной дивизии 15-й воздушной армии 2-го Прибалтийского фронта, подполковник (1949).

## Биография
Родился 8 (21) мая 1906 года в городе Ярославле в семье служащего. Русский. Член ВКП(б) с 1942 года. Окончил 2 курса промышленно-экономического техникума. Работал товароведом.
В Красной армии с 1928 года. В 1930 году окончил Ленинградскую военно-теоретическую школу лётчиков, в 1932 году — Борисоглебскую военно-авиационную школу пилотов. Участник боёв у озера Хасан в 1938 году.
На фронте в Великую Отечественную войну с марта 1943 года. В мае того же года прибыл в 622-й штурмовой авиационный полк, который вел напряженные бои за освобождение Новороссийска, Кубани и Тамани. С первого дня включился в боевую жизнь полка. Имея отличную штурманскую подготовку, он обеспечивал выполнение боевых заданий в любых метеорологических условиях. В самые напряжённые дни делал по 4-5 боевых вылетов. Только в боях за освобождение Северного Кавказа, Кубани, Тамани и Севастополя он произвёл 72 боевых вылета.
Командир 214-й штурмовой авиационной Керченской дивизии генерал-майор Рубанов писал:

«Мастер штурмовых ударов, бесстрашный лётчик-штурмовик Юхотников блестяще выполнял боевые задания. У него не было ни одной поломки машин, вынужденной посадки или возвращения с боевого задания с потерей экипажа своей группы».

В июле 1944 года майор Юхотников был выдвинут на должность штурмана 214-й штурмовой авиационной Керченской дивизии. Вскоре дивизия была переведена на 2-й Прибалтийский фронт. Здесь в боях за Прибалтику Юхотников произвёл 14 боевых вылетов, в результате противнику был нанесён большой урон в живой силе и боевой технике. Свою боевую работу тесно связывал с работой по воспитанию лётчиков-штурмовиков. Он воспитал 32 лётчика, пяти из них присвоено звание Героя Советского Союза.
К январю 1945 года майор Юхотников совершил 87 успешных боевых вылетов на штурмовку войск противника.
Указом Президиума Верховного Совета СССР от 18 августа 1945 года за образцовое выполнение заданий командования и проявленные мужество и героизм в боях с немецко-фашистскими захватчиками гвардии майору Юхотникову Николаю Александровичу присвоено звание Героя Советского Союза с вручением ордена Ленина и медали «Золотая Звезда» (№ 4192).
После войны продолжал службу в Прибалтийском военном округе. Подполковник Юхотников погиб в авиационной катастрофе 7 марта 1949 года. Похоронен в городе Елгава (Латвия) на воинском братском кладбище (находится рядом с кладбищем Ромас).

## Награды
- Медаль «Золотая Звезда» Героя Советского Союза (18.08.1945);
- орден Ленина (18.08.1945);
- четыре ордена Красного Знамени (25.10.1938, 06.11.1943, 22.05.1944, …);
- орден Александра Невского (31.05.1945);
- орден Отечественной войны I степени (22.02.1944);
- орден Красной Звезды (03.11.1944);
- медали.